# Branko Ivanković
Branko Ivanković (pronunciación croata: [brâːŋko ǐʋaːŋkoʋitɕ]; Varaždin, Yugoslavia, 28 de febrero de 1954) es un exfutbolista y entrenador croata que jugó como mediocampista. Actualmente está sin club.
Después de una carrera de 12 años como jugador en Varteks, Ivanković comenzó su carrera como entrenador en el mismo club en 1991. Dirigió a la selección nacional de Irán en la Copa Mundial de la FIFA 2006.

## Carrera de jugador
Ivanković jugó toda su carrera, que duró 12 años, en el club de su ciudad natal, el NK Varaždin, también conocido como Varteks.
En toda su carrera, jugó 263 partidos y anotó 31 goles en su posición, centrocampista ofensivo.
Tras acabar su carrera, Ivanković primero fue secretario y luego entrenador del Varteks.

## Carrera como entrenador

### Clubes croatas
Cuatro años, desde 1991 hasta 1995, entrenó en Varteks. Luego en HNK Segesta y después en HNK Rijeka, un año en cada uno.

### Selección de Croacia
Fue segundo de Miroslav Blažević, quien llevó la selección croata hasta el tercer puesto en Francia '98.
Entrenó brevemente al Hannover 96, en la 2. Bundesliga y más tarde, regresó de nuevo como asistente, esta vez de Mirko Jozić. Pero poco después fichó por Irán, comenzando otra etapa de su historia.

### Selección de fútbol de Irán
Ivanković fichó primero por la selección Sub-23, ganando los Juegos Asiáticos de 2002 de Busan.
Ivanković continuó hasta el fin de 2002 en Irán sub-23, cuando fue sustituido por Homayun Shakrokhi, pero su popularidad le salvó y le llevó al primer equipo.
Ivanković llevó a Irán al tercer puesto en la Copa Asiática 2004 y los clasificó a la Copa Mundial de Fútbol 2006. Sin embargo el gobierno iraní quería sustituirle por algún entrenador nativo, pero aun así consiguió entrenar en el Mundial. 
Irán quedó en último lugar con un punto, obtenido tras dos derrotas 2-0 ante México y Portugal y un empate 1-1 ante Angola. Tras el mediocre Mundial, fue sustituido por el ganador de la liga iraní, Amir Qalenoei. Esto provocó que la FIFA suspendiera a Irán por interferencia política.

### Dinamo de Zagreb
Ivanković regresó a Croacia en el Dinamo de Zagreb, sustituyendo a Josip Kuže, consiguiendo el doblete sin perder un solo partido oficial. En el 2008, desde enero a mayo, fue sustituido por ciertos problemas con su vicepresidente, siendo sustituido por Zvonimir Soldo, quien renunció tras ganar el doblete. Sin embargo,  en 2009, firmó como mánager del Shandong Luneng chino. En ese año, también recibió una oferta del Persépolis iraní, club que entrenaría seis años después, pero rechazó la oferta.

### Shandong Luneng
En 2009, firmó con el gigante chino Shandong Luneng, ganando la Superliga China 2010 y llevándolo de nuevo a la Liga de Campeones de la AFC, pero solo obtuvo 7 puntos y fue eliminado en la primera ronda, por lo que echaron a Ivanković.

### Al-EttifaqyAl-Wahda
El Ettifaq contrató a Ivanković xon la condición de permitirles el acceso a la Liga de Campeones de la AFC. Sin embargo, fue cesado al término de temporada por quedar cuarto. En Al-Wahda, fue cesado sin acabar la temporada, ya que iban séptimos.
Volvió después al Dinamo de Zagreb , club que entrenó hace siete años, pero debido a malos resultados, fue cesado tras cinco partidos.

### Persépolis

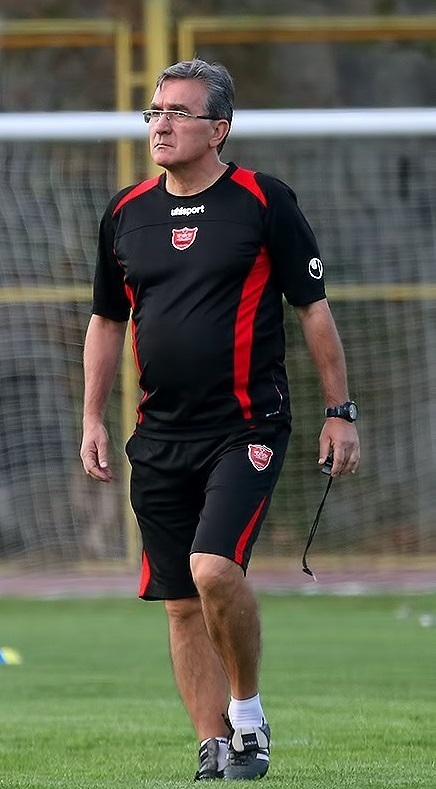
Branko Ivanković en un entrenamiento

El 5 de abril de 2015, Ivanković fue confirmado como el nuevo entrenador de Persepolis, firmando un contrato de 1 año y medio con el club. Después de buenas actuaciones con el club, que dejó al equipo en el primer puesto a falta de seis partidos, Ivanković amplió su contrato con el Persépolis en abril de 2016 hasta el final de la temporada 2017-18 y en 2017 hasta el final de la temporada 2019-20.  Después del final de la temporada 2018-19, se informó que firmó con el Al-Ahli antes de regresar a Croacia para sus vacaciones anuales. Ivanković anunció que dejaría el Persépolis el 11 de junio de 2019.
Ivanković firmó dos años con el Al-Ahli, sin embargo, fue cesado rápidamente tras cinco partidos.

### Selección de Omán
El 19 de enero de 2020, Ivanković fue anunciado como entrenador en jefe de la selección de Omán para suceder a Erwin Koeman después de la destitución de este último. Con Ivanković, Omán logró una victoria histórica sobre Japón en la ronda final del Mundial 2022. En diciembre de 2021, extendió su contrato con Omán hasta 2023.El 25 de enero de 2024, la Asociación de Fútbol de Omán decidió no renovar su contrato luego de que la selección asiática quedara eliminada en fase de grupos de la Copa Asiática 2023.

### Selección de China
El 24 de febrero de 2024, fue oficializado como entrenador de la selección de China. Bajo su mandato, el seleccionado asiático sólo logró llegar a la tercera ronda de clasificación para la Copa Mundial de la FIFA 2026 por un margen muy estrecho. Sin embargo, tras quedarse sin posibilidades de disputar la competencia, fue relevado de sus funciones en junio de 2025.

## Vida personal
Tiene un hermano, Zlatko, que es también entrenador, dirigió varios clubes de Oriente Medio.
Branko se casó con Vesna Ivanković y tuvo dos hijos: Hrvoje y Mija.

## Estadísticas como entrenador
| Club               | País           | Año         | PJ  | PG | PE | PP | Efectividad |
| ------------------ | -------------- | ----------- | --- | -- | -- | -- | ----------- |
| Varteks            | Croacia        | 1991 - 1995 | 116 | 44 | 34 | 38 | 52.59%      |
| Rijeka             | Croacia        | 1996 - 1997 | 30  | 13 | 7  | 10 | 51.11%      |
| Hannover 96        | Alemania       | 1999 - 2000 | 34  | 12 | 8  | 14 | 43.14%      |
| Selección de Irán  | Irán           | 2002        | 14  | 4  | 8  | 2  | 47.62%      |
| Irán sub-23        | Irán           | 2002        | 6   | 4  | 2  | 0  | 77.78%      |
| Selección de Irán  | Irán           | 2003 - 2006 | 42  | 28 | 7  | 7  | 72.22%      |
| Dinamo Zagreb      | Croacia        | 2006 - 2008 | 110 | 78 | 14 | 18 | 75.15%      |
| Shandong Luneng    | China          | 2009 - 2011 | 36  | 21 | 10 | 5  | 67.59%      |
| Ettifaq            | Arabia Saudita | 2011 - 2012 | 42  | 18 | 12 | 12 | 52.38%      |
| Al-Wahda           | EAU            | 2012 - 2013 | 34  | 18 | 3  | 13 | 55.88%      |
| Dinamo Zagreb      | Croacia        | 2013        | 8   | 3  | 1  | 4  | 41.67%      |
| Persepolis         | Irán           | 2015 - 2019 | 175 | 98 | 49 | 28 | 65.33%      |
| Al-Ahli            | Arabia Saudita | 2019        | 5   | 2  | 1  | 2  | 46.67%      |
| Selección de Omán  | Omán           | 2020-2024   | 46  | 22 | 10 | 14 | 55.07%      |
| Selección de China | China          | 2024-2025   | 14  | 4  | 2  | 8  | 33.33%      |

## Palmarés

### Como entrenador

#### Torneos nacionales
| Título                  | Club              | País    | Año     |
| ----------------------- | ----------------- | ------- | ------- |
| Supercopa de Croacia    | GNK Dinamo Zagreb | Croacia | 2006    |
| Primera Liga de Croacia | GNK Dinamo Zagreb | Croacia | 2006-07 |
| Copa de Croacia         | GNK Dinamo Zagreb | Croacia | 2006-07 |
| Primera Liga de Croacia | GNK Dinamo Zagreb | Croacia | 2007-08 |
| Superliga China         | Shandong Luneng   | China   | 2010    |
| Iran Pro League         | Persépolis FC     | Irán    | 2016-17 |
| Supercopa de Irán       | Persépolis FC     | Irán    | 2017    |
| Iran Pro League         | Persépolis FC     | Irán    | 2017-18 |
| Supercopa de Irán       | Persépolis FC     | Irán    | 2018    |
| Iran Pro League         | Persépolis FC     | Irán    | 2018-19 |
| Copa Hazfi              | Persépolis FC     | Irán    | 2018-19 |
| Supercopa de Irán       | Persépolis FC     | Irán    | 2019    |

#### Torneos internacionales
| Título                  | Club/Selección           | Sede    | Año  |
| ----------------------- | ------------------------ | ------- | ---- |
| Oro en Juegos Asiáticos | Selección sub-23 de Irán | Busan   | 2002 |
| Copa Desafío AFC/OFC    | Selección de Irán        | Teherán | 2003 |
| Campeonato de la WAFF   | Selección de Irán        | Teherán | 2004 |